# Saint-Léger-des-Vignes
Saint-Léger-des-Vignes è un comune francese di 2 084 abitanti situato nel dipartimento della Nièvre nella regione della Borgogna-Franca Contea.

## Società

### Evoluzione demografica
Abitanti censiti